# Вилла Дженоэзе Дзерби
Вилла Дженоэзе Дзерби, или Вилла Дзерби (итал. Villa Genoese Zerbi; Villa Zerbi) — историческое здание в городе Реджо-ди-Калабрия (Калабрия, Италия). Вилла расположена на проспекте Витторио Эммануэля III (ит., ныне — проспект Маттеотти). До 2011 года здесь располагался выставочный центр. В настоящее время в здании расположен магазин мороженого Sottozero.

## История
До 1860 года на этом месте стояла барочная вилла Маршези Дженоэзе, старинного патрицианского рода из Реджо-ди-Калабрия. В конце XIX века они добавили к своему названию «Дзерби». Старая вилла была разрушена Мессинским землетрясением 1908 года и восстановлена в 1915 году по планам инженеров-строителей Доменико Дженоизе Дзерби (ит.), Пертини и Марцатса. Сегодня дворец больше не принадлежит семье Дзерби. До 2011 года здесь располагается выставочный центр, находящийся в ведении администрации города Реджо-ди-Калабрия. В 2023 году после нескольких лет запустения здание было передано магазину мороженого Sottozero, а помещения были перепрофилированы под элитный кондитерский бизнес.

## Описание

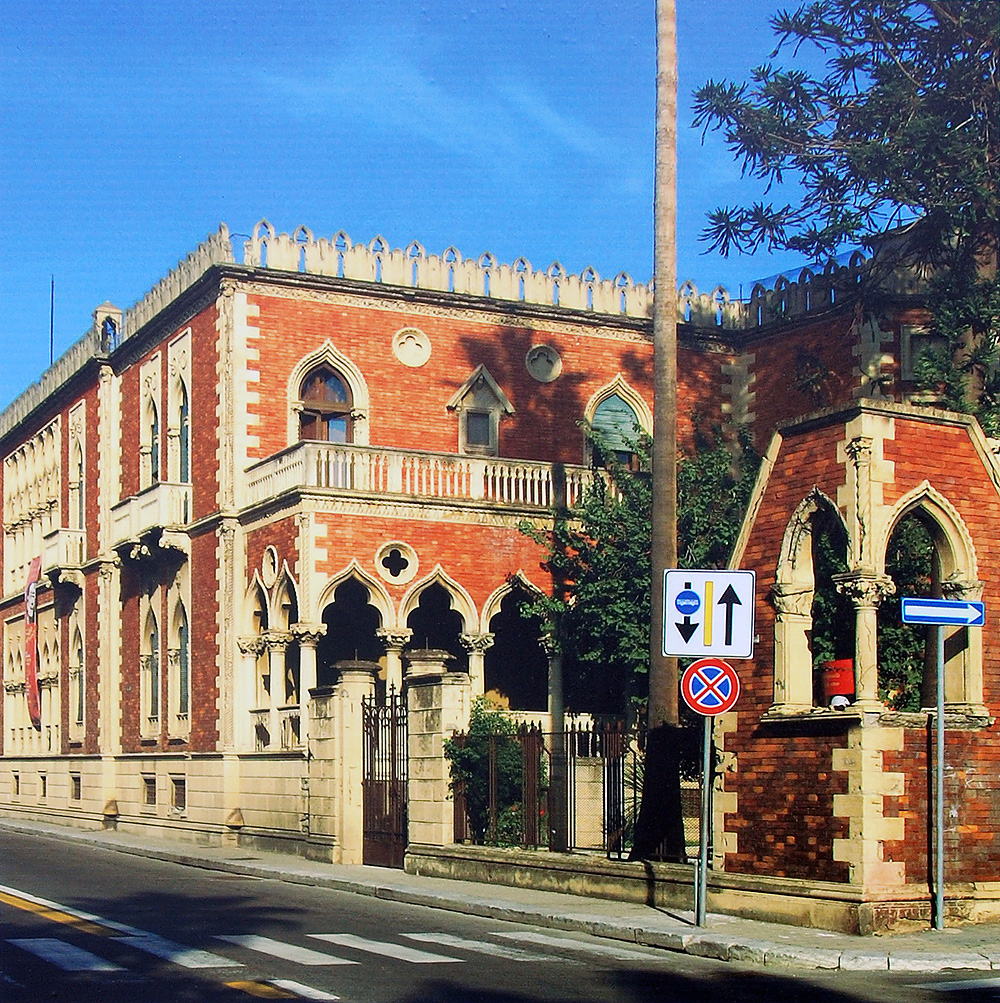
Вилла Дзерби со стороны проспекта Маттеотти

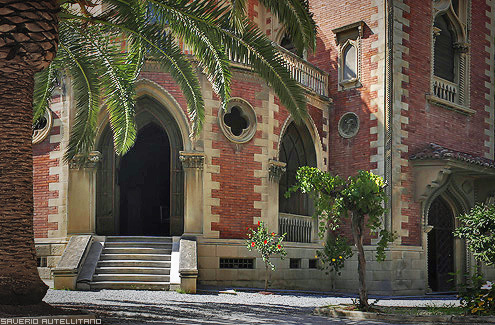
Главный вход виллы

Новая вилла была построена в стиле, который существенно отличался от стиля старой. Вилла представляет собой двухэтажное трапециевидное здание, обращенное к Мессинскому проливу.
Здание представляет собой ряд стилистических элементов, в которых жилые помещения расположены рядом друг с другом: лоджии и башенные элементы. Архитектурный стиль относится к образцам венецианской неоготики XIV века с арками в готическом стиле, сочетающими декоративные элементы с весьма очевидными цветовыми решениями: колонны, поддерживающие арки лоджий, небольшие колонны для балюстрад балконов и, наконец, зубчатые стены, образующие парапет над всей террасой.

## Выставки
До 2023 года вилла была культурным центром города Реджо-ди-Калабрия, где регулярно проходили выставки картин, скульптур, архитектуры и фотографии. Он даже был выставочным центром Венецианской биеннале на юге Италии.